# برايان كوسلويسكي
برايان كوسلويسكي (بالإنجليزية: Brian Kozlowski)‏ هو لاعب كرة قدم أمريكية أمريكي، ولد في 4 أكتوبر 1970 في روتشستر في الولايات المتحدة.

## وصلات خارجية
- برايان كوسلويسكي على موقع مرجع كرة القدم المحترفة.كوم (الإنجليزية)